# Myricaria laxa
Myricaria laxa är en tamariskväxtart som beskrevs av William Wright Smith. Myricaria laxa ingår i släktet klådrissläktet, och familjen tamariskväxter. Inga underarter finns listade.